# Sara Bergmark Elfgren
Sara Bergmark Elfgren (født 13. marts 1980) er en svensk forfatterinde. Hun debuterede med ungdomsfantasyromanen Cirkeln (Cirklen) i 2011, som hun skrev sammen med Mats Strandberg. Cirkeln blev nomineret til den svenske Augustpris for bedste børne- og ungdomsbog.
Hun har tidegere arbejdet som manuskriptforfatter for film og fjernsyn.